# Чабачид
Чабачид (мађ. Csabacsűd) је мањи град у жупанији Бекеш у Мађарској.

## Географија
Чабачид се налази у северозападном делу округа Бекеш на југоистоку Мађарске, 40 километара од седишта жупаније Бекешчаба и 10 километара од Сарваша, у округу Сарваш (раније у подрегиону Сарваш). Њено административно подручје отприлике чини троугао, чија јужна страна иде скоро тачно у правцу север-југ, део насеља Нагирата налази се у центру гравитације троугла, док се сам Чабачид, центар насеља, налази близу северног врха троугла. Његови суседи су Сарваш са севера и запада, Кардош са истока, Нагисенаш са југа и Еперјеш са југозапада.

## Историја
Име села се у записима први пут спомиње 1444. године. У акту из 1456. село се помиње као власништво Јаноша Хуњадија, које је потпуно уништено 1596. године. Након пресељења, Чабачид је постао део властелинства Сентандраш. Мештани су учествовали у сељачком устанку 1735. године.
Барон Јожеф Етвеш се сакрио на свом имању у Чабачиду након што је пропала револуција 1848-49.
На имању око насеља је кратко време живео и Агоштон Трефор, бивши министар вера и народног образовања, а њему у част од 2001. године ради сеоска школа под називом Основна школа Трефорт Агоштон. Његово сећање најављује рељеф на зиду школе.
Динамичан развој насеља, које је 1944. године имало 2.200 становника, зауставио је Други светски рат.
После Другог светског рата село је пресељено. Чабачид је данас једно од најуређенијих насеља у округу Бекеш.

## Демографија
Године 2001. 95% становништва насеља се изјаснило да су Мађари, 5% Словаци.
Током пописа из 2011. године, 86,9% становника се изјаснило као Мађари, а 12,2% као Словаци (13,1% се није изјаснило, због двојног држављанства, укупан број може бити већи од 100%). 
Верска дистрибуција је била следећа: римокатолици 9%, реформисани 2%, лутерани 33,5%, гркокатолици 0,4%, неденоминациони 33,1% (21,6% се није изјаснило).